# Voacamina
La voacamina (abbreviata con la sigla VOA) è un alcaloide bisindolico che viene estratto dalla corteccia della pianta Peschiera fuchsiaefolia appartenente alla famiglia delle Euphorbiaceae, piante infestanti della foresta amazzonica. 

## Proprietà
Numerosi studi attualmente in corso stanno dimostrando che gli estratti della Peschiera hanno attività antiplasmodio, antitumorale, anti-AIDS e anti-microbica. Appena scoperta essa ha mostrato una notevole attività cardiotonica, con minore tossicità rispetto ai farmaci a base di cardenolide, trovando largo impiego nel trattamento di patologie cardiache. In seguito è stata dimostrata una generale tossicità e un'intensa attività antimicrobica nei confronti dei batteri Gram positivi e negativi. La VOA è stata analizzata in vitro sul Plasmodium falciparum
 dimostrando un'attività antiparassitaria nei confronti sia del ceppo sensibile alla clorochina sia di quello resistente. Tuttavia non aumentava l'attività della clorochina sui ceppi resistenti. È stato dimostrato, inoltre, che la VOA aumenta l'effetto citotossico della vinblastina sulle cellule tumorali di una linea linfoblastoide resistente ai farmaci
. Da questo studio è emerso che la vinblastina è in grado di legarsi direttamente alla P-gp, mentre la VOA, e altri composti simili come la coronaridina e la conoduramina, modulano il fenotipo MDR attraverso altri meccanismi. Il fatto che la VOA possa aumentare l'effetto citotossico dei farmaci sulle cellule tumorali ma non sul Plasmodium falciparum dimostra che i meccanismi alla base della farmacoresistenza delle cellule tumorali di mammifero sono diversi da quelli dei ceppi di Plasmodium falciparum. Precedenti studi hanno dimostrato che la VOA è in grado di aumentare l'effetto citotossico della doxorubicina nei confronti di cellule farmaco resistenti di osteosarcoma umano e che tale aumento è dovuto alla sua capacità di inibire, in maniera competitiva, la funzionalità della P-gp aumentando quindi l'accumulo intracellulare dell'agente chemioterapico. La voacamina induce un meccanismo di morte cellulare per autofagia su cellule di osteosarcoma sensibili e resistenti ai chemioterapici (es. la doxorubicina). Le ricerche ancora in corso indicano inoltre che un tal effetto non è esclusivo delle cellule di osteosarcoma umano ma è presente anche in altri tipi di cellule tumorali, quali il carcinoma del colon e il glioblastoma. La capacità chemiosensibilizzante della VOA, nonché l'induzione di morte cellulare per autofagia, rende questa sostanza particolarmente interessante per la futura terapia anti-tumorale in cellule resistenti all'apoptosi.